# Lepadella heterostyla
Lepadella heterostyla is een raderdiertjessoort uit de familie Lepadellidae. De wetenschappelijke naam van deze soort is voor het eerst geldig gepubliceerd in 1913 door Murray.